# Rhyacophila tetraphylla
Rhyacophila tetraphylla är en nattsländeart som beskrevs av Sun och Yang 1995. Rhyacophila tetraphylla ingår i släktet Rhyacophila och familjen rovnattsländor. Inga underarter finns listade i Catalogue of Life.